# Àcid clorhídric
L'àcid clorhídric (antigament àcid muriàtic o salfumant) és una dissolució aquosa de clorur d'hidrogen, {\displaystyle {\ce {HCl(aq)}}}, que presenta propietats àcides. S'usa a la neteja, encara que s'ha d'anar amb compte perquè és tòxic i molt corrosiu. Amb els metalls forma clorurs. Té moltes aplicacions a la indústria.

## Síntesi
L'àcid clorhídric (HCl) s'obté per addició d'àcid sulfúric (H₂SO₄) a la sal comuna (NaCl):
2 NaCl + H₂SO₄ → Na₂SO₄ + 2 HCl
En la indústria química es formen grans quantitats de clorhídric en les reaccions orgàniques de cloració de les substàncies orgàniques amb clor elemental:
R-H + Cl₂ → R-Cl + HCl
També és possible sintetitzar-lo directament a partir dels seus elements moleculars, aquest procés, però, no sol ser econòmicament rendible.
En aigua es dissolen fins a 38 g/100 ml encara que a baixa temperatura es poden formar cristalls de HCl x H₂O amb un contingut del 68% d'HCl. La dissolució forma un azeotrop amb un contingut del 20,2% en HCl i un punt d'ebullició de 108,6 °C.
L'àcid clorhídric que es troba en el mercat sol tenir una concentració del 38% (màxima) o del 25%.

## Aplicacions
L'àcid clorhídric s'utilitza sobretot com àcid barat, fort i volàtil. L'ús més conegut és el de desincrustant per a eliminar residus de calç. En aquesta aplicació es transforma el carbonat de calci en clorur de calci, més soluble i s'alliberen diòxid de carboni (CO2) i aigua:
CaCO₃ + 2 HCl → CaCl₂ + CO₂ + H₂O
En química orgànica s'aprofita el clorhídric de vegades en la síntesi de clorurs orgànics - bé per substitució d'un grup hidroxil d'un alcohol o per addició del clorhídric a un alquè encara que sovint aquestes reaccions no transcorren d'una manera molt selectiva.
En la indústria alimentària s'utilitza per exemple en la producció de la gelatina, dissolent la part mineral dels ossos.
En metal·lúrgia de vegades s'utilitza per a dissoldre la capa d'òxid que pot recobrir un metall.
També és un producte de partida en la síntesi de clorur fèrric (FeCl₃) o de policlorur d'alumini.

## Efectes nocius
El clorur d'hidrogen és irritant i corrosiu per a qualsevol teixit amb el qual tingui contacte. L'exposició breu a baixos nivells produïx irritació de la gola. L'exposició a nivells més alts pot produir dificultats en la respiració, estrenyiment dels bronquíols, coloració blava de la pell, acumulació de líquid en els pulmons i fins i tot la mort. L'exposició a nivells més alts pot produir inflamació i espasmes de la gola i asfíxia. Algunes persones, poden patir una reacció inflamatòria al clorur d'hidrogen. Aquesta condició és coneguda com a síndrome de mal funcionament reactiu de les vies respiratòries (RADS, per les sigles en anglès), que és un tipus d'asma causat per certes substàncies irritants o corrosives.
Depenent de la concentració, el clorur d'hidrogen pot produir des de lleu irritació fins a cremades greus dels ulls i la pell. L'exposició perllongada a baixos nivells pot causar problemes respiratoris, irritació dels ulls i la pell i decoloració de les dents.
Tot i aquestes característiques els sucs gàstrics dins l'estómac humà contenen aproximadament el 3% d'àcid clorhídric. Aquest ajuda a coagular les proteïnes i té un paper important com a coenzim de la pepsina en la seva digestió. També ajuda en la hidròlisi dels polisacàrids presents en el menjar.